# Estadio Trans-Sil
El Stadionul Trans-Sil es un estadio multiusos de la ciudad de Târgu Mureş, Rumania. El estadio tiene una capacidad para 8.000 espectadores y sirve, principalmente, para la práctica del fútbol. En el estadio disputa sus partidos como local el ASA Târgu Mureș.